# Leonard Mesarić
Leonard Mesarić (Zagreb, 10. kolovoza 1983.) je hrvatski nogometaš koji trenutačno nastupa za Rudeš. Igra na poziciji desnog braniča. Igra desnom nogom. 
Karijeru je počeo u NK Zagrebu. 
Mesarić je nastupao još za Dinamo, TŠK Topolovac, Karlovac, Segestu i Lokomotivu. U inozemstvu je igrao za iranski Fulad. S Dinamom i Lokomotivom igrao je kvalifikacije za Europsku ligu, s Dinamom kvalifikacije za Ligu prvaka, a s Fuladom Azijsku Ligu prvaka. U Fuladu je ostao do srpnja 2016., a početkom rujna 2016. prešao je u Rudeš. 
S Lokomotivom je došao do finala Hrvatskog kupa 2012./2013. Nastupio je u drugoj finalnoj utakmici, a u prvoj je bio pričuva.
U mladoj hrvatskoj reprezentaciji igrao je samo u prijateljskim utakmicama 2001. godine.

## Vanjske poveznice
- Leonard Mesarić na hnl-statistika.com
- (engl.) Soccerway  Arhivirana inačica izvorne stranice od 11. veljače 2021. (Wayback Machine) Profil
- Sportnet  Arhivirana inačica izvorne stranice od 19. listopada 2016. (Wayback Machine), Profil, igrač NK Lokomotive
- Sportnet  Arhivirana inačica izvorne stranice od 19. listopada 2016. (Wayback Machine), Profil, igrač GNK Dinamo